# Марія Чеботар
Марія Чеботар, Чеботáрі (рум. Maria Cebotari, Cibotari (Чіботарі), оригінальне ім'я Ciubotaru (Чуботару); 10 лютого 1910, Кишинів, Бессарабська губернія — 9 червня 1949, Відень, Австрія) — австрійська співачка (сопрано) молдовського походження.

## Біографія

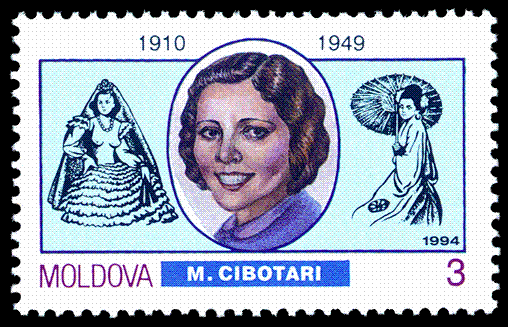
Поштова марка Молдови, 1994 рік

Марія Чеботар народилася в столиці Бессарабської губернії в 1910 році.
У дитинстві співала в хорі Кишинівського собору під керівництвом М. Березовського. У 1924—1929 роках навчалася в Кишинівській консерваторії, після закінчення якої в 1929 році приєдналася до Празької групи Московського художнього театру, яка гастролювала в місті. Незабаром вийшла заміж за артиста трупи Олександра Вирубова, що був тридцятьма роками старший за неї.
З 1929 року навчалася в Берліні. У 1931 році дебютувала в Дрездені (партія Мімі в «Богемі») і на Зальцбурзькому фестивалі в «Орфей і Еврідіка» Крістофа Глюка.
У 1942 році виконала головну роль у румунсько-італійській кінодрамі «Одеса у вогні».
До 1943 року виступала в Берліні і Дрездені, до своєї передчасної кончини входила в ансамбль Віденської опери. У 1948 році брала участь в перших повоєнних гастролях Віденської опери в Ковент-Гарден (Лондон). Сприяла кар'єрі співачки Лізи делла Каза. Чеботар давала концерти у Великій Британії, Італії, Швеції, Франції, Бельгії, Швейцарії, Чехословаччини, Данії та інших країнах Європи. Була значущою співачкою першої половини XX століття і яскравою представницею німецької вокальної школи.
Останньою роллю співачки 31 березня 1949 року стала Лаура в опереті Карла Міллекера «Бідний студент». 9 червня того ж року вона померла (від раку підшлункової залози з метастазами в печінку). Другий чоловік Марії Чеботар — австрійський актор німого кіно і театру Густав Діссль (1899—1948) — раптово помер за рік до неї, і їх синів Петера і Франца усиновили британський піаніст Кліффорд Керзон і його дружина, клавесиністка Люсіль Уоллес.
Похована у Відні на Деблінгському кладовищі.

## Творчість

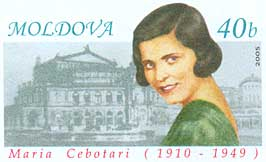
Поштова марка Молдови, 2005 рік

Марія Чеботар володіла великим репертуаром, досягнувши особливого успіху в операх Вольфганга Амадея Моцарта (Сюзанна і Графиня в «Весіллі Фігаро», Церліна і Донна Анна в «Дон Жуан», Констанца в «Викрадення із сералю») і Ріхарда Штрауса (Дафна в однойменній опері, Софі в «Кавалері троянди»), а також Джузеппе Верді (Віолетта в «Травіаті») і Джакомо Пуччіні (Чіо-Чіо-Сан в «Мадам Батерфляй»). Незадовго до смерті почала звертатися до більш драматичних партій («Турандот», «Саломея»). Багато гастролювала. Брала участь в прем'єрах сучасних опер (в тому числі була першою виконавицею ролі Амінти в «Мовчазний жінці» Р. Штрауса). Співпрацювала з такими видатними диригентами, як Бруно Вальтер, Карл Бем, Клеменс Краус і т. Д. Знялася також в декількох фільмах, в тому числі в румунсько-італійській пропагандистській стрічці «Одеса у вогні» про «звільнення» Одеси румунськими військами в 1941 році.

## Пам'ять
- Ім'я співачки носять вулиці у Відні та Дрездені — містах, з якими були пов'язані найбільш значущі моменти її творчої біографії.
- Іменем Марії Чеботар також названа вулиця в Кишиневі.
- У Молдові були випущені поштові марки, присвячені співачці, а також монета зі срібла в 2010 році.